# Орду
Орду (на турски: Ordu) е град в Република Турция, център на вилает Орду. Населението на града е около 136 000 жители (2008).

## История
При избухването на Балканската война в 1912 година трима души от Орду са доброволци в Македоно-одринското опълчение.